# Област Румој
Област Румој (јап. 留萌郡) Rumoi-gun се налази у субпрефектурама Румој, Хокаидо, Јапан. 
2004. године, у области Машике живело је 4.337 становника и густину насељености од 6,91 становника по км². Укупна површина је 627,29 км².

## Вароши и села
- Обира

У јулу 2004. године, град Румој, варош Обира из области Румој, и варош Машике је требало да формирају Јужни Румој. Три општине формирају одбор, у циљу спајања њих три и у том спајању требало је да нестану области Румој и Машике. Међутим, то се до данас још није реализовало.